# Шеметов, Алексей Вячеславович
Алексей Вячеславович Шеметов (27 апреля 1973) — советский и российский футболист. Играл на позиции полузащитника.

## Карьера
Воспитанник школы «Красное Сормово» (Нижний Новгород). В 1991 году провёл 7 матчей за «Знамя» (Арзамас) и забил один мяч. После распада СССР перешёл в нижегородский «Локомотив», который взял старт в высшей лиге. Единственный матч за «Локомотив» в высшем эшелоне российского футбола провёл 4 октября 1992 года в выездном матче 5-го тура второго этапа против московского «Динамо», выйдя на 90-й минуте на замену Дмитрию Черышеву. С 1993 по 1994 годы играл за любительский клуб «Волна» (Балахна). В 1995 году перешёл в любительский клуб «Энергетик» Урень, который в 1996 году получил профессиональный статус, и Шеметов провёл 29 матчей и забил 8 мячей в третьей лиге. Завершил профессиональную карьеру в 1997 году в «Энергетике». С 1998 по 2010 годы играл за различные любительские клубы Нижегородской области в первенстве России среди ЛФК и чемпионате Нижегородской области.